# ジャンヌートリ島
ジャンヌートリ島（ジャンヌートリとう、Giannutri）は、ティレニア海に浮かぶイタリアの島。トスカーナ群島の一つで、ジリオ島の南東にある。

## 地理
トスカーナ群島で最も東南に位置する。行政上はジリオ島（イーゾラ・デル・ジリオ）のコムーネに属する分離集落（フラツィオーネ）である。
ジャンヌートリ島と周辺海域はトスカーナ群島国立公園 (it:Parco nazionale dell'Arcipelago Toscano) に指定され、海洋自然保護区となっている。岩がちな海岸と、灌木地 (Maquis shrubland) 、ローマ時代のVilla Domizia などがある。
- 海岸
- 灯台
- Spalmatoi gulf. 奥はモンテ・アルジェンターリオの岬。